# China Open 2011 - Qualificazioni singolare maschile
Le qualificazioni del singolare maschile del China Open 2011 sono state un torneo di tennis preliminare per accedere alla fase finale della manifestazione. I vincitori dell'ultimo turno sono entrati di diritto nel tabellone principale. In caso di ritiro di uno o più giocatori aventi diritto a questi sono subentrati i lucky loser, ossia i giocatori che hanno perso nell'ultimo turno ma che avevano una classifica più alta rispetto agli altri partecipanti che avevano comunque perso nel turno finale.

## Giocatori

### Teste di serie
1. Philipp Kohlschreiber (qualificato)
2. Albert Ramos Viñolas (qualificato)
3. Flavio Cipolla (qualificato)
4. João Souza (primo turno)

1. Paul Capdeville (ultimo turno)
2. Marsel İlhan (qualificato)
3. Grega Žemlja (ultimo turno)
4. Tejmuraz Gabašvili (ultimo turno)

### Qualificati
1. Philipp Kohlschreiber
2. Albert Ramos Viñolas

1. Flavio Cipolla
2. Marsel İlhan

## Tabellone qualificazioni

### Sezione 1
|  | Primo turno | Primo turno           | Primo turno | Primo turno | Primo turno |  |  | Ultimo turno | Ultimo turno          | Ultimo turno | Ultimo turno | Ultimo turno |  |
|  |             |                       |             |             |             |  |  |              |                       |              |              |              |  |
|  | 1           | Philipp Kohlschreiber | 78          | 2           | 78          |  |  |              |                       |              |              |              |  |
|  |             | Rik De Voest          | 6           | 6           | 6           |  |  | 1            | Philipp Kohlschreiber | 63           | 7            | 7            |  |
|  |             | Aleksandr Kudrjavcev  | 6           | 4           | 2           |  |  | 7            | Grega Žemlja          | 7            | 65           | 5            |  |
|  | 7           | Grega Žemlja          | 3           | 6           | 6           |  |  |              |                       |              |              |              |  |

### Sezione 2
|  | Primo turno | Primo turno          | Primo turno        | Primo turno | Primo turno |  |  | Ultimo turno | Ultimo turno         | Ultimo turno         | Ultimo turno | Ultimo turno |  |
|  |             |                      |                    |             |             |  |  |              |                      |                      |              |              |  |
|  | 2           | Albert Ramos Viñolas | 3                  | 6           | 7           |  |  |              |                      |                      |              |              |  |
|  |             | Yang Tsung-hua       | 6                  | 3           | 5           |  |  | 2            | Albert Ramos Viñolas | Albert Ramos Viñolas | 6            | 6            |  |
|  | WC          | Gong Mao-Xin         | Gong Mao-Xin       | 2           | 1           |  |  | 8            | Tejmuraz Gabašvili   | Tejmuraz Gabašvili   | 3            | 2            |  |
|  | 8           | Tejmuraz Gabašvili   | Tejmuraz Gabašvili | 6           | 6           |  |  |              |                      |                      |              |              |  |

### Sezione 3
|  | Primo turno | Primo turno     | Primo turno     | Primo turno | Primo turno |  |  | Ultimo turno | Ultimo turno    | Ultimo turno    | Ultimo turno | Ultimo turno |  |
|  |             |                 |                 |             |             |  |  |              |                 |                 |              |              |  |
|  | 3           | Flavio Cipolla  | 6               | 3           |             |  |  |              |                 |                 |              |              |  |
|  |             | Michael Yani    | 2               | 0           | r           |  |  | 3            | Flavio Cipolla  | Flavio Cipolla  | 6            | 6            |  |
|  |             | Simone Bolelli  | Simone Bolelli  | 5           | 4           |  |  | 5            | Paul Capdeville | Paul Capdeville | 3            | 3            |  |
|  | 5           | Paul Capdeville | Paul Capdeville | 7           | 6           |  |  |              |                 |                 |              |              |  |

### Sezione 4
|  | Primo turno | Primo turno   | Primo turno   | Primo turno | Primo turno |  |  | Ultimo turno | Ultimo turno  | Ultimo turno  | Ultimo turno | Ultimo turno |  |
|  |             |               |               |             |             |  |  |              |               |               |              |              |  |
|  | 4/WC        | João Souza    | João Souza    | 5           | 3           |  |  |              |               |               |              |              |  |
|  |             | Florent Serra | Florent Serra | 7           | 6           |  |  |              | Florent Serra | Florent Serra | 67           | 2            |  |
|  | WC          | Feng He       | Feng He       | 1           | 0           |  |  | 6            | Marsel İlhan  | Marsel İlhan  | 79           | 6            |  |
|  | 6           | Marsel İlhan  | Marsel İlhan  | 6           | 6           |  |  |              |               |               |              |              |  |